# Maurílio Miranda Cambraia
Maurílio Miranda Cambraia foi um político brasileiro do estado de Minas Gerais. Foi eleito deputado estadual em Minas Gerais para a 6ª legislatura (1967 - 1971).

Atuou também na Assembleia Legislativa do Estado de Minas Gerais durante a  5ª legislatura (1963 - 1967)
 e a 7ª legislatura (1971 - 1974) como suplente da Casa.